# 英国铁路385型电力动车组
英國鐵路385型電動列車（英語：British Rail Class 385）是一款由日立為蘇格蘭鐵路製造的電動列車。
阿貝利奧集團在2014年投得蘇格蘭鐵路專營權後，隨即宣佈向日立訂購共234節電動列車車廂。新列車將投放於新近電氣化的路線，包括連接格拉斯哥與愛丁堡、途經福爾柯克的鐵路，以及一些由格拉斯哥或愛丁堡出發的通勤鐵路線。首七列新列車將於日本裝嵌，而其餘列車則會由日立於英格蘭對衡郡設廠裝嵌。
首列裝嵌完成的385型列車於2016年12月付運蘇格蘭以便進行測試。首批量產的385型列車於2018年7月24日起陸續投入服務。